# 馬憑き
馬憑き（うまつき）は、死んだ馬の霊が人に取り憑いて苦しめるという日本の怪異。

## 概要
仏教説話集『因果物語』、江戸時代の随筆『新著聞集』などにみられる怪異で、明治時代の民俗学者・早川孝太郎の著書『三州横山話』にも記述がある。
多くは、馬を粗末に扱った者が馬の霊に取り憑かれ、馬のように振る舞い、最後には精神に異常をきたして死ぬというものである。妖怪研究家・多田克己は、仏教国としての日本ではかつて、獣を殺したり獣肉を口にすることは五戒に触れ、殺生を行なった者は地獄に堕ちるといわれた俗信が、これらの憑き物の伝承の背景にあるとの説を述べている。
『因果物語』
江戸時代の三州中村（現・愛知県田原市赤羽根）に太郎助という男がいたが、彼は若い頃、馬同士の争いを止めようとして、誤って馬を殺してしまったことがあった。その40年以上も後、40歳代半ばになった太郎助は突然、馬屋に入って馬のように鳴き、雑水を飲み干し、死んでしまったという。
また、同じく三州の江村とおいう地に住む受泉という法師は、若い頃に馬工郎（馬を扱う仕事）として働いていたが、寛永16年（1639年）の春から突然、目をむいて嘶いたり、桶から雑水を飲んだりといった、馬のような挙動を始めた。周囲の者は初めは悪ふざけだろうと思っていたが、その挙動は馬そのものであり、到底悪ふざけで行えるものではないということになった。周囲が心配して見守る中、まもなく死んでしまった。周囲は、法師でありながら若い頃の仕事の行いが悪かったため、生きながら畜生道へ墜ちたものと話したという。
『新著聞集』
阿波国（現・徳島県）の国主・松平阿波守が、あるときに飼い馬をひどく虐待したところ、馬は病気で死亡した。すると間もなく馬屋の者が「殿様は馬を十分に飼い馴らすまで馬に乗らないと言っていたが、殿様は俺を偽り、責め立てて殺してしまった。この怨みはいつか晴らす。思い知れ!」と叫び続け、精神に異常を来たしたまま死んでしまったという。
また武蔵国八王子（現・東京都八王子市）では、原半左衛門という者が馬に焼印を押すことを非常に好んでいた。彼の息子・灌太郎がある年の元旦、従者と共に神社へ参拝に出かけたところ、鳥居の前で「なんと馬の血が多い場所だ。祠の前まで血だらけで足の踏み場もない。参拝どころではないので帰ろう」と言い出した。従者の目には馬の血などどこにも見えないが、灌太郎はそう言われても「血の海なのでこれ以上先へは進めない」と、鳥居の外で参拝を済ませて帰った。その日から灌太郎は病に侵され、馬の鳴き真似をするようになった。7日後に正気に戻った灌太郎は「父が馬を苦しめ続けた報いで畜生道に堕ちる羽目になった、無念だ」と言った。その後に灌太郎は再び悶え苦しみ始め、遂に死んでしまったという。
『三州横山話』
遠江国（現・静岡県西部）にハヤセの梅という男がいたが、馬に憑かれて精神に異常を来たして以来、三河国（現・愛知県東部）に住み始めた。50歳ほどで常に口から涎を垂らしており、馬の死の報せを聞くと、きまって自分の腕に食らいつき、その報せを追いかけた。そのために彼の腕は常に赤く腫れ上がっていたという。
『耳嚢』
播磨国姫路藩中（現・兵庫県姫路市）に村田弥左衛門という者がおり、16、7歳になる娘がいた。この娘が乱心した者のようにあれこれ口に出し、何かに恨みがあるような発言をしたため、加持祈祷をしたが効果が現れなかった。狐狸の類であろうと考えた弥左衛門は、娘にしきりに尋ねるが、「私が狐狸であろうはずがない」ときっぱり否定された。「娘の祖母が私を情けなく殺した恨みから家を祟るのだ」といい、娘を殺し、血筋を絶やすと口に出した。いかなる恨みかと尋ねると、この家に飼われていた馬だったが、老いたために乗馬の役にも立たず、草を踏むこともできなくなったことを祖母に話され、仕方がないから野に放ち、捨てろと指示され、厩橋の天狗谷という所に捨てられ、ついに餓死してしまったということを語った。役立つ時は愛したのに、役立たなくなった途端に、このような不仁をする、と不満を口にし、そしてこの恨みを報いるのだといった。そこであれこれ利害を説き、追善供養をしたので、娘の病気は治ったという。

## 塩の長司
塩の長司（）は、江戸時代の奇談集『絵本百物語』にある馬憑きの奇談。塩の長次郎（）とも。

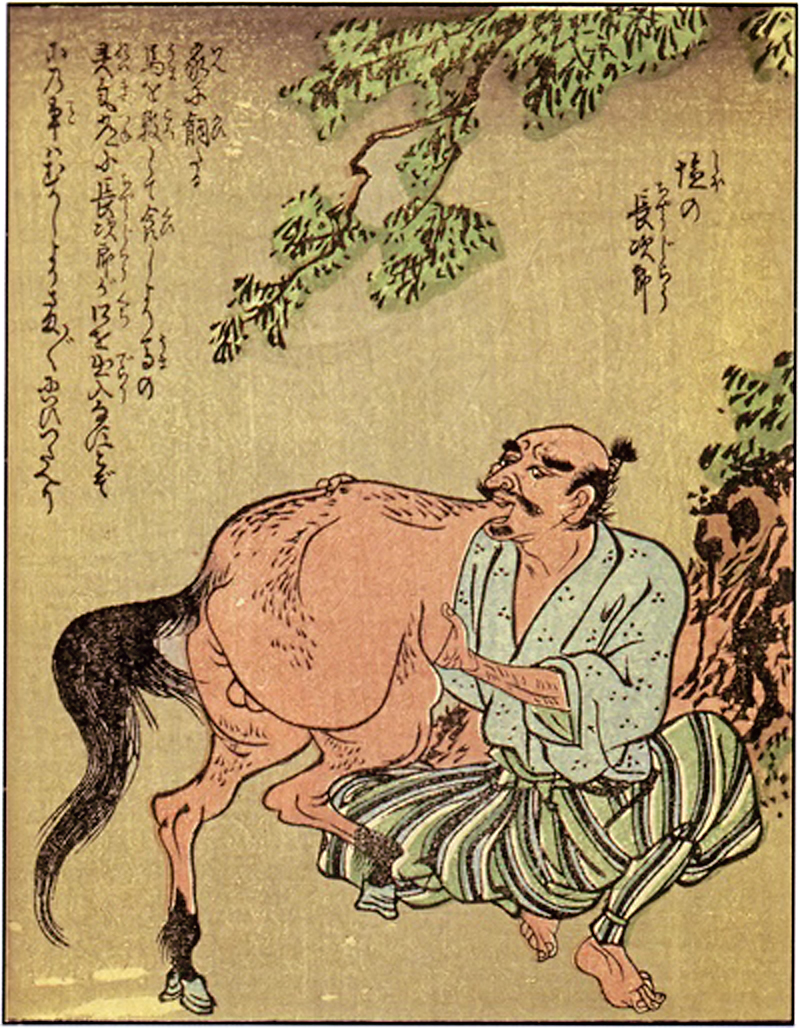
竹原春泉画『絵本百物語』より「塩の長次郎」

加賀国（現・石川県）に塩の長司という長者がいた。彼は自宅に300頭もの馬を飼っていたが、常々悪食を好み、死んだ馬の肉を味噌漬けや塩漬けにして、毎日のように好んで食べていた。
馬肉が尽きたある日、長司は役に立たなくなった老馬を打ち殺して食べた。その夜、長司の夢の中にその老馬が現れ、長司の喉に食いついた。
その日から、長司が老馬を殺した時刻になると、長司のもとに老馬の霊が現れて口の中に入り込み、腹の中を荒らし回る日々が続いた。その苦痛は相当なもので、長司は苦し紛れに悪口雑言し、自分が今までに仕出かした悪事やありとあらゆる戯言を吐き、苦しみ続けた。
医療や祈祷など様々な手段を試みたものの一向に効果はなく、百日ほど経って遂に死んでしまった。その死に様は、まるで重い荷物を背負った馬のような姿だったという。

## 馬憑きにちなんだ作品
小説
- 京極夏彦『塩の長司』（巷説百物語に収録）